# Northfield (Kentucky)
Northfield es una ciudad ubicada en el condado de Jefferson en el estado estadounidense de Kentucky. En el Censo de 2010 tenía una población de 1020 habitantes y una densidad poblacional de 836,14 personas por km².

## Geografía
Northfield se encuentra ubicada en las coordenadas 38°17′9″N 85°38′11″O / 38.28583, -85.63639. Según la Oficina del Censo de los Estados Unidos, Northfield tiene una superficie total de 1.22 km², de la cual 1.22 km² corresponden a tierra firme y (0%) 0 km² es agua.

## Demografía
Según el censo de 2010, había 1020 personas residiendo en Northfield. La densidad de población era de 836,14 hab./km². De los 1020 habitantes, Northfield estaba compuesto por el 88.63% blancos, el 8.92% eran afroamericanos, el 0% eran amerindios, el 1.86% eran asiáticos, el 0% eran isleños del Pacífico, el 0.29% eran de otras razas y el 0.29% pertenecían a dos o más razas. Del total de la población el 1.37% eran hispanos o latinos de cualquier raza.